# Gran Privilegio

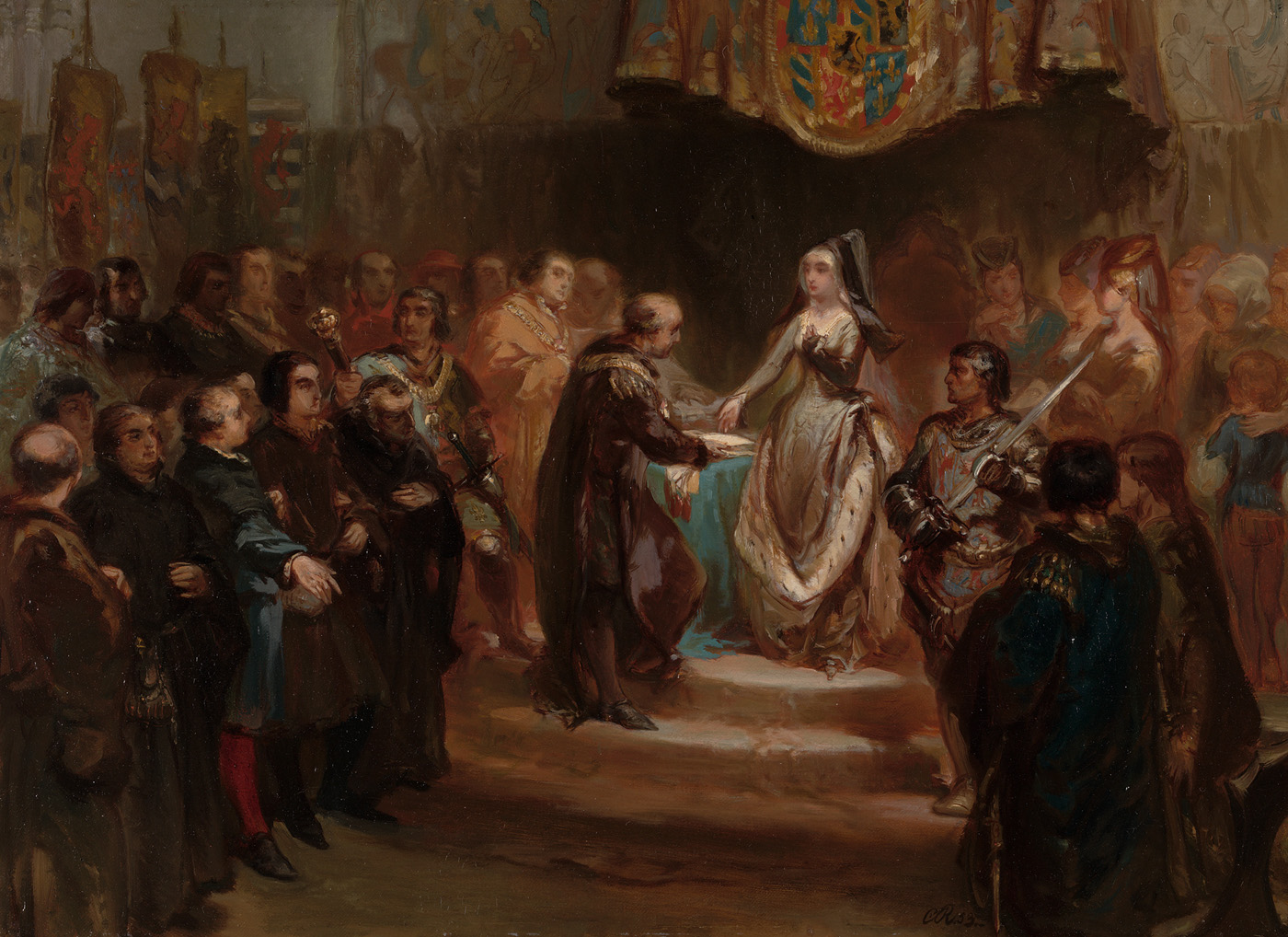
Charles Rotussen. La Princesa María de Borgoña concede el Gran Privilegio a los Estados Generales de los Países Bajos

El Gran Privilegio fue una concesión de María de Borgoña a sus súbditos de Flandes (Bélgica, Países Bajos, Luxemburgo y norte de Francia) devolviéndoles los privilegios arrebatados por los duques anteriores, Felipe el Bueno y Carlos el Temerario, que fue firmada en Gante en febrero de 1477. Era un Estatuto que garantizaba el autogobierno de los Países Bajos, según el cual se creaba un Gran Consejo para asesorar a María, y ésta se comprometía a no declarar la guerra o subir los impuestos sin el consentimiento de los Estados Generales, que, con los Estados Provinciales, controlarían la fecha y sede de las convocatorias. Se promulgaron por separado grandes privilegios para el Condado de Flandes, Holanda y Namur, y se restituyó otro estatuto llamado la Joyeuse Entrée, que databa del 3 de enero de 1356, para Brabante.
Gracias a la ayuda en tropas y dinero prestada por los Países Bajos, la duquesa pudo hacer frente al rey Luis XI de Francia, que había invadido Borgoña alegando la falta de heredero varón. 
Los privilegios fueron recusados por los descendientes de María, su hijo Felipe el Hermoso, su nieto Carlos V del Sacro Imperio Romano y su bisnieto Felipe II de España. Durante la Guerra de los Ochenta Años el Gran Privilegio representó la autonomía de los Países Bajos frente a los Austrias. 